# Шимпанзе
Шимпанзе (лат. Pan) су род великих човеколиких мајмуна, који чине две врсте, чија станишта дели река Конго: обична шимпанза (Pan troglodytes) – западна и централна Африка и бонобо (Pan paniscus) – шуме ДР Конга. Шимпанзе припадају породици хоминида заједно са људима, горилама и орангутанима и уједно су најближи живи рођак људи.
Род Pan се састоји од две постојеће врсте: обичне шимпанзе и бонобо. Таксономски, ове две врсте мајмуна се заједнички називају панини (лат. Panina); међутим, обе врсте се чешће називају заједнички користећи општи термин шимпанзе. Заједно са људима, горилама и орангутанима они су део породице Hominidae (великих мајмуна или хоминида). Пореклом из подсахарске Африке, шимпанзе и боноби тренутно се налазе у џунгли Конга, док се само шимпанзе такође налазе северније у западној Африци. Обе врсте су наведене као угрожене на IUCN Црвеној листи угрожених врста, а 2017. године Конвенција о миграторним врстама одабрала је шимпанзу за посебну заштиту.

## Шимпанза и бонобо: поређење
Шимпанза (P. troglodytes) која живи северно од реке Конго и бонобо (P. paniscus) који живи јужно од ње, некада су сматрани истом врстом, али су од 1928. признате као различите. Поред тога, P. troglodytes је подељен на четири подврсте, док је P. paniscus неподељен. На основу секвенцирања генома, ове две постојеће Pan врсте су се разишле пре око милион година.
Најочигледније разлике су у томе што су шимпанзе нешто веће, агресивније и међу њима доминирају мужјаци, док су боноби грациознији, мирнији и међу њима доминирају женке. Њихова длака је обично црна или смеђа. Мужјаци и женке се разликују по величини и изгледу. Шимпанзе и боноби су међу најдруштвенијим великим мајмунима, са друштвеним везама које се јављају у великим заједницама. Шимпанзе живе у уређеним заједницама које могу имати од 20 до 150 јединки на одређеној територији, али међу суседним заједницама шимпанзи долази и до немилосрдних сукоба за територију (тзв. "животињских ратова"), који могу довести до потпуног нестанка слабије заједнице.
Воће је најважнија компонента исхране шимпанзе; али ће такође једу вегетацију, кору, мед, инсекте, па чак и друге шимпанзе или мајмуне. Могу да живе преко 30 година у дивљини и у заточеништву.
Шимпанзе и боноби су подједнако најближи живи сродници човечанства. Као такви, они су међу приматима с највећим мозгом и највећом интелигенцијом: они користе разне софистициране алате и сваке ноћи праве сложена гнезда за спавање од грана и лишћа. Њихове способности учења су опширно проучаване. Могуће је да чак постоје различите културе унутар популација. Теренска проучавања Pan troglodytes била су пионирски рад приматолога Џејн Гудал. Обе врсте рода Pan сматрају се угроженим, јер су људске активности изазвале озбиљан пад популација и опсега дистрибуције обе врсте. Претње популацији дивљих панина укључују криволов, уништавање станишта и илегалну трговину кућним љубимцима. Неколико организација за заштиту и рехабилитацију посвећено је опстанку врста рода Pan у дивљини.

## Називи
Име рода Pan први је увео Лоренц Окен 1816. Алтернативни назив Theranthropus је предложио Брукс 1828, а Шимпанза Воит 1831. Назив троглодити није био доступан, јер је био кориштен име царића (рода врана) од 1809, за „становник пећине”, што одражава склоност неких царића да се хране у тамним пукотинама. Међународна комисија за зоолошку номенклатуру усвојила је Pan као једино званично име рода 1895. године, иако је веза „становник пећине“ могла бити укључена, иако на нивоу врсте (Pan troglodytes – обична шимпанза) за једну од две врсте рода Pan. Име рода се односи на Пана, грчког бога природе и дивљине.
Прва употреба имена „шимпанза” забележена је у Лондонском магазину 1738. године, што је глосирано као „ругалац” на језику „Анголаца” (очигледно са језика Банту; према неким наводима савремени вилски језик, зона Х банту језика, има упоредиви израз ci-mpenzi). Шимпанза је унета у додатак Чамберове енциклопедије из 1758. године. Колоквијализам „чимп” је највероватније скован негде у касним 1870-им.
Јохана Фридрих Блуменбах је Шимпанзу је назвао Simia troglodytes 1776. године. Назив врсте троглодити је референца на Troglodytae (дословно „пећинари“), афрички народ који су описали грчко-римски географи. Блуменбах га је први пут употребио у свом раду са насловом De generis humani varietate nativa liber („О природним варијететима људског рода“) из 1776. Лине је 1758. године већ користио Homo troglodytes за хипотетичку мешавину човека и орангутана.
Ернст Шварц (1929) је бонобуима, који су се у прошлости називали и „пигмејском шимпанзом“, дао назив врсте paniscus (1929), што је деминутив од теонима Pan.

## Распрострањеност и станиште
Постоје две врсте из рода Pan, које су се раније звале једноставно шимпанзе:
1. Шимпанзе или Pan troglodytes, налазе се скоро искључиво у густо пошумљеним регионима централне и западне Африке. Са најмање четири опште прихваћене подврсте, њихова популација и распрострањеност су много екстензивнија од боноба, који су се у прошлости називали и 'пигмејске шимпанзе'.
2. Боноби, Pan paniscus, налазе се само у Централној Африци, јужно од реке Конго и северно од реке Касај (притоке Конга),[19] у влажној шуми Демократске Републике Конго у Централној Африци.

## Еволуциона историја
|  | \| \| људи (род Homo) \| \| \| \| \| \| шимпанзе (род Pan) \| \| \| \| |
|  |                                                                        |
|  | гориле (род Gorilla)                                                   |
|  |                                                                        |
|  | људи (род Homo)                                                        |
|  |                                                                        |
|  | шимпанзе (род Pan)                                                     |
|  |                                                                        |

|  | људи (род Homo)    |
|  |                    |
|  | шимпанзе (род Pan) |
|  |                    |

|  | \| \| људи (род Homo) \| \| \| \| \| \| шимпанзе (род Pan) \| \| \| \| |
|  |                                                                        |
|  | гориле (род Gorilla)                                                   |
|  |                                                                        |
|  | људи (род Homo)                                                        |
|  |                                                                        |
|  | шимпанзе (род Pan)                                                     |
|  |                                                                        |

|  | људи (род Homo)    |
|  |                    |
|  | шимпанзе (род Pan) |
|  |                    |

|  | \| \| људи (род Homo) \| \| \| \| \| \| шимпанзе (род Pan) \| \| \| \| |
|  |                                                                        |
|  | гориле (род Gorilla)                                                   |
|  |                                                                        |
|  | људи (род Homo)                                                        |
|  |                                                                        |
|  | шимпанзе (род Pan)                                                     |
|  |                                                                        |

|  | људи (род Homo)    |
|  |                    |
|  | шимпанзе (род Pan) |
|  |                    |

|  | \| \| људи (род Homo) \| \| \| \| \| \| шимпанзе (род Pan) \| \| \| \| |
|  |                                                                        |
|  | гориле (род Gorilla)                                                   |
|  |                                                                        |
|  | људи (род Homo)                                                        |
|  |                                                                        |
|  | шимпанзе (род Pan)                                                     |
|  |                                                                        |

|  | људи (род Homo)    |
|  |                    |
|  | шимпанзе (род Pan) |
|  |                    |

|  | \| \| људи (род Homo) \| \| \| \| \| \| шимпанзе (род Pan) \| \| \| \| |
|  |                                                                        |
|  | гориле (род Gorilla)                                                   |
|  |                                                                        |
|  | људи (род Homo)                                                        |
|  |                                                                        |
|  | шимпанзе (род Pan)                                                     |
|  |                                                                        |

|  | људи (род Homo)    |
|  |                    |
|  | шимпанзе (род Pan) |
|  |                    |

|  | \| \| људи (род Homo) \| \| \| \| \| \| шимпанзе (род Pan) \| \| \| \| |
|  |                                                                        |
|  | гориле (род Gorilla)                                                   |
|  |                                                                        |
|  | људи (род Homo)                                                        |
|  |                                                                        |
|  | шимпанзе (род Pan)                                                     |
|  |                                                                        |

|  | људи (род Homo)    |
|  |                    |
|  | шимпанзе (род Pan) |
|  |                    |

|  | \| \| људи (род Homo) \| \| \| \| \| \| шимпанзе (род Pan) \| \| \| \| |
|  |                                                                        |
|  | гориле (род Gorilla)                                                   |
|  |                                                                        |
|  | људи (род Homo)                                                        |
|  |                                                                        |
|  | шимпанзе (род Pan)                                                     |
|  |                                                                        |

|  | људи (род Homo)    |
|  |                    |
|  | шимпанзе (род Pan) |
|  |                    |

|  | \| \| људи (род Homo) \| \| \| \| \| \| шимпанзе (род Pan) \| \| \| \| |
|  |                                                                        |
|  | гориле (род Gorilla)                                                   |
|  |                                                                        |
|  | људи (род Homo)                                                        |
|  |                                                                        |
|  | шимпанзе (род Pan)                                                     |
|  |                                                                        |

|  | људи (род Homo)    |
|  |                    |
|  | шимпанзе (род Pan) |
|  |                    |

### Еволуциони односи
Род Pan је део потфамилије , којој припадају и људи. Лозе шимпанзи и људи су се раздвојиле у процесу специјације пре отприлике пет до дванаест милиона година, што их чини најближим живим сродницима човечанства. Истраживање Мери-Клер Кинг из 1973. открило је 99% идентичну ДНК између људи и шимпанзи. Неко време, истраживање је модификовало тај налаз на око 94% истоветности, при чему се неке разлике јављају у некодирајућој ДНК, али новија сазнања наводе да је разлика у ДНК између људи, шимпанзи и боноба поново само око 1%-1,2%.